# Episesarma
Episesarma là một chi cua bơi trong họ Sesarmidae. Cái tên "Episesarma" của chi này bắt nguồn từ tiền tố tiếng Hy Lạp "epi-" có nghĩa là "trên", cho thấy các loài cua thuộc chi này ưa thích môi trường sống ở những khu vực như rễ cây ngập mặn hoặc các bề mặt khác trong hệ sinh thái ven biển, chủ yếu ở môi trường rừng ngập mặn.

## Các loài

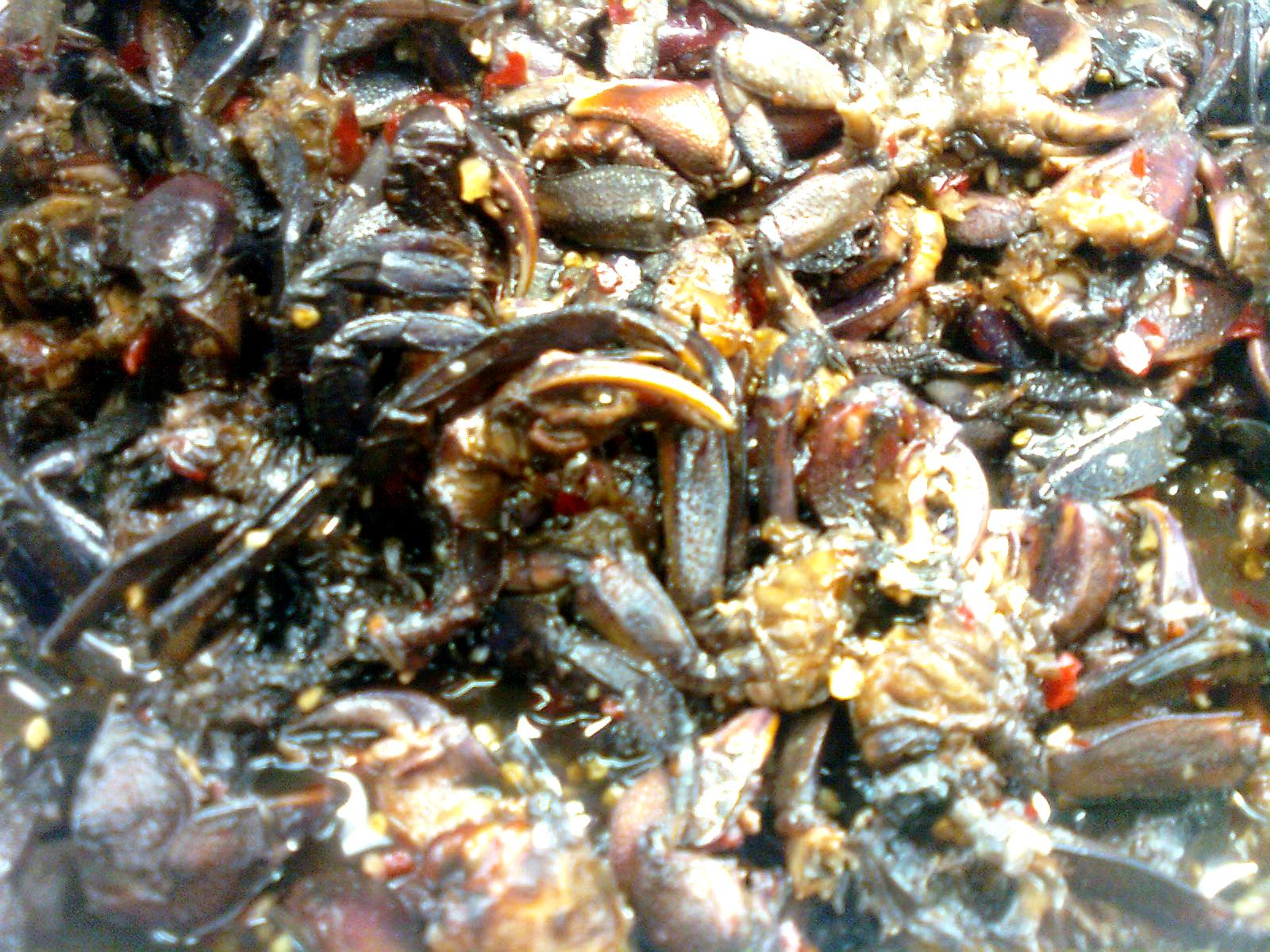
Mắm ba khía miền Tây Nam Bộ Việt Nam.

- Episesarma chentongense (Serène & Soh, 1967)
- Episesarma crebrestriatum (Tesch, 1917)
- Episesarma lafondii (Hombron và Jacquinot, 1846)
- Episesarma mederi (H. Milne Edwards, 1853)
- Episesarma palawanense (Rathbun, 1914)
- Episesarma singaporense (Tweedie, 1936)
- Episesarma versicolor (Tweedie, 1940)

## Sử dụng trong thực phẩm
Ở Thái Lan, các loài như Episesarma mederi, Episesarma versicolor và Episesarma singaporense, cũng như Sesarma eumolpe, được sử dụng làm nguyên liệu trong món som tam. Ở Việt Nam, loài Episesarma mederi là nguyên liện để làm món mắm ba khía nổi tiếng ở vùng ven biển Tây Nam Bộ.